# 劉芳 (前趙)
劉 芳（りゅう ほう、生没年不詳）は、前趙の5代皇帝劉曜の3人目の皇后。侍中劉皚の娘。

## 生涯
容姿・人徳・才知はいずれも際立って優れていたという。13歳で身長は七尺八寸に成長し、膝を過ぎるほどに手が長く、体と同じくらい髪が長かった。
326年、皇后の劉氏（献烈皇后）は死の間際に、従妹に当たる劉芳を後宮に入れるよう劉曜に請願し、劉曜はこれを許した。327年、劉曜は劉氏を追思し、劉芳を皇后に立てた。
329年12月、劉曜が後趙に敗れ、しばらく後に殺害された。翌年9月には劉煕・劉胤も敗れ、前趙の将王公卿校以下3000人余りが生け捕られ、皆殺しになった。劉芳の生死は不明である。

## 伝記資料
- 『晋書』劉曜載記
- 『資治通鑑』
- 『十六国春秋』